# 하늘의 황금마차
"하늘의 황금마차"는 2014년에 개봉한 대한민국의 영화이다.
재미

## 캐스팅
- 문석범 : 큰 형님 역
- 김동호 : 둘째 형님 역
- 양정원 : 용필 역
- 이경준 : 뽕똘 역
- 최철욱 : 리더 철욱 역
- 오정석 : 정석 역
- 서재하 : 재하 역
- 이석율 : 석율 역
- 김억대 : 억대 역
- 손형식 : 형식 역
- 성낙원 : 낙원 역
- 김대민 : 대민 역
- 장정인 : 뽕똘 처 역
- 조이준 : 뽕똘 딸 역
- 고병수 : 의사 역
- 현성미 : 간호사 역
- 김짱아 : 간호사 역
- 안옥생 : 콩터는 할머니 역
- 오영순 : 민박 주인 역
- 조상원 : 민박집 손님 역
- 이수하 : 신혼부부 역
- 김영자 : 신혼부부 역
- 손명제 : 술집 사장 역
- 허재민 : 우도 까페손님 역
- 이아람 : 우도 까페손님 역
- 조수범 : 롯데리아 손님 역
- 김성룡 : 구급대원 역
- 한승진 : 구급대원 역